# Peter Herkenrath (Maler)
 Peter Herkenrath  (* 18. April 1900 in Köln; † 13. November 1992 in Mainz) war ein deutscher Maler. Nach dem Zweiten Weltkrieg war er ein wichtiger Vertreter der abstrakten Kunst.

## Leben
Peter Herkenrath studierte ursprünglich 1920 bis 1923 sechs Semester Volkswirtschaft und Rechtswissenschaft an der Universität Köln. Als Künstler war er ein Autodidakt.
Im Jahr 1923 trat er in das väterliche Textilunternehmen ein und übernahm zusammen mit seinem Bruder 1932 die Geschäftsführung.
Im Jahr 1933 hatte Peter Herkenrath seine erste Einzelausstellung im Kölnischen Kunstverein. Krieg und Deutscher Nationalsozialismus unterbrachen sein künstlerisches Schaffen, und im Jahr 1943 wurden seine Wohnung und sein Atelier durch einen Bombenangriff zerstört. Im Jahr 1945 gründete Peter Herkenrath die „Rheinische Künstlergemeinschaft Köln“. In den Jahren von 1952 bis 1955 war Herkenrath Vorsitzender der Neuen Rheinischen Sezession.
Ende der 1950er Jahre zog sich Herkenrath aus dem Geschäftsleben zurück und widmete sich nur noch der Malerei. Im Jahr 1959 war er Gast in der Villa Romana in Florenz, 1961 ging er für ein Jahr zum Studium in die Villa Massimo in Rom. Von 1961 bis 1965 war Peter Herkenrath Professor an der Staatlichen Akademie der Bildenden Künste in Karlsruhe. Im Jahr 1965 bezog Herkenrath einen zweiten Wohnsitz in Cipressa in Ligurien (Italien).

## Werk
Das besondere an Herkenraths Malerei ist die eigenständige Position innerhalb des deutschen Informel der 1950er und 1960er Jahre. Von gegenständlicher und Postkubistischer Malerei der 1930er Jahre kam er zur Abstrakten Malerei ab Mitte der 1940er Jahre. Er malte Bilder, die er „Strukturen“ und „Mauerbilder“ nannte, bei denen er dicke Farbschichten mit Spachteln und Pinseln reliefartig auftrug.
Herkenrath ist auch für seine Porträts bekannt. Er malte unter anderem Theodor Heuss, Konrad Adenauer, Gustav Heinemann, Josef Haubrich, Toni Feldenkirchen, August Hoff, Theodor Wessels und Theodor Kraus. Er schuf auch Selbstporträts, zum Beispiel in Form eines Triptychons aus dem Jahre 1965.
Peter Herkenrath war Mitglied im Westdeutschen Künstlerbund und Mitglied des Deutschen Künstlerbundes.

## NS-Raubkunst
1994 verkauften Herkenraths Erben dessen Gemälde „Nackte“ von Karl Schmidt-Rottluff, das 1999 über das Auktionshaus Villa Grisebach in den Besitz des Museums Neue Galerie New York überging. Das Gemälde war aus einem Depot des Kölner Kunstvereins verschwunden, nachdem Thekla Hess, Witwe des Kunstsammlers Alfred Hess, 1939 vor dem NS-Regime nach London geflohen war.

## Ehrungen
- 1958: Karl Ernst Osthaus-Preis der Stadt Hagen
- 1959: Villa-Romana-Preis
- 1959: Großer Kunstpreis der Stadt Köln
- 1974: Großes Bundesverdienstkreuz[5]
- 1980: Ehrenmitgliedschaft und Goldmedaille der Accademia d’Italia, Arte e Lavoro, San Gimignano
- 1987: Verdienstorden des Landes Nordrhein-Westfalen[6]

## Wichtige Ausstellungen
- 1932: Kölnischer Kunstverein, Köln
- 1933: Kölnischer Kunstverein
- 1945: Rheinische Künstlergemeinschaft, Köln
- 1947: Galerie Egon Günther, Mannheim
- 1948: Studio Rasch, Wuppertal
- 1950: Kölnischer Kunstverein
- 1952: Galerie Der Spiegel, Köln / Suermondt Museum, Aachen
- 1955: Museum Schloss Morsbroich, Leverkusen
- 1958–1980: Einzelausstellungen in zahlreichen Galerien und Museen
- 1959: documenta 2, Kassel
- 1980: Retrospektive, Museum Ludwig, Köln
- 1981: Galerie Vömel, Düsseldorf
- 1985: Galerie Orangerie-Reinz, Köln und Galerie Vömel
- 1990: Peter Herkenrath zum 90. Geburtstag, Werkübersicht, Städtische Galerie Filderhalle, Leinfelden-Echterdingen und Kölnisches Stadtmuseum / Einzelausstellung Galerie Vömel
- 1998 Einzelausstellung in Karlsruhe EnBW mit Katalog
- 2000 Einzelausstellung zum 100. Geburtstag Galerie Rother, Wiesbaden und Galerie Schrade Mochental.

## Werke in Museen und Sammlungen
- Städtische Galerie Villa Zanders, Bergisch Gladbach
- Karl Ernst Osthaus Museum, Hagen